# Miles Mander
Miles Mander właśc. Lionel Henry Mander (albo Luther Miles) (ur. 14 maja 1888, zm. 8 lutego 1946) – angielski aktor, grywający także w filmach hollywoodzkich. Był też reżyserem, scenarzystą i pisarzem.

## Życiorys
Miles Mander pochodził z wpływowej rodziny angielskich przemysłowców i urzędników państwowych. Jego młodszy brat Geoffrey Mander, był członkiem brytyjskiego parlamentu. Miles kształcił się w Harrow School, w Middlesex, w Loretto School w Musselburgh oraz na McGill University w Montrealu. W czasie I wojny światowej służył w brytyjskim lotnictwie.
Bardziej niż kariera polityczna czy biznesowa interesował go film. Jako aktor debiutował w latach dwudziestych XX wieku. Był znany z ról arystokratów-złoczyńców. Pierwszym znaczącym sukcesem był film The First Born z 1928, który Miles wyreżyserował oraz zagrał w nim główną rolę. Dodatkowo stworzył też do niego scenariusz na podstawie własnej powieści i sztuki. Był jednym z brytyjskich pionierów filmu dźwiękowego. Prócz tego pojawił się w wielu głośnych brytyjskich i amerykańskich produkcjach.
Zmarł nagle na atak serca w restauracji Brown Derby w Los Angeles, w wieku 57 lat.

## Wybrana filmografia
- Ogród rozkoszy (The Pleasure Garden, 1925)
- The First Born (1928)
- Morderstwo (Murder!, 1930)
- Trzej muszkieterowie (The Three Musketeers, 1935)
- Prywatne życie Henryka VIII (The Private Life of Henry VIII, 1937)
- Tower of London (1939)
- Mała księżniczka (The Little Princess, 1939)
- Wichrowe Wzgórza (Wuthering Heights, 1939)
- Trzej muszkieterowie (The Three Musketeers, 1939)
- Człowiek w żelaznej masce (The Man in the Iron Mask, 1939)
- Wzgórza Primrose (Primrose Path, 1940)
- Lady Hamilton (That Hamilton Woman, 1941)
- Być albo nie być (To Be or Not to Be, 1942)
- Upiór w operze (The Phantom of the Opera, 1943)
- Żegnaj, laleczko (Murder, My Sweet, 1944)
- Portret Doriana Graya (The Picture of Dorian Gray, 1945)